# Roseli do Carmo Gustavo
Roseli do Carmo Gustavo (Araraquara, 25 luglio 1971) è un'ex cestista brasiliana.
È la zia di Silvinha.

## Carriera
Con il Brasile ha disputato i Giochi olimpici di Atlanta 1996, tre edizioni dei Campionati mondiali (1990, 1994, 1998) e tre dei Campionati americani (1993, 1997, 1999).

## Palmarès
- Mondiali: 1
Brasile: 1994